# Zdeněk Hůla (skladatel)
Zdeněk Hůla, pseudonym Zdenko Bayer (12. května 1901 Sankt Anton am Arlberg (v dnešním Tyrolsku) – 12. ledna 1986 Praha), byl český hudební teoretik a skladatel.

## Život
Zdeněk Hůla maturoval na gymnáziu v Praze. Nejprve studoval soukromě skladbu u Vítězslava Nováka, klavír u Karla Hoffmeistera, zpěv u Bohuslava Krouského a dirigování u Františka Stupky. V letech 1934–1938 pokračoval ve studiu skladby u Jaroslava Řídkého a konečně znovu u Vítězslava Nováka na mistrovské škole. Své vzdělání si rozšiřoval i pobytem v zahraničí. (Německo, Jugoslávie, Itálie, Francie, Rumunsko, Bulharsko, Turecko). Jako sbormistr vedl řadu pražských pěveckých spolků (Škroup, Tovačovský, Lumír, Ženské pěvecké sdružení).
Po druhé světové válce pracoval nějaký čas jako úředník na Ministerstvu informací. V roce 1945 se stal profesorem na Pražské konzervatoři, kde vyučoval metodiku, harmonii a kontrapunkt. Externě působil i na Akademii múzických umění v Praze. Stal se jedním z nejvýznamnějších českých teoretiků hudby.

## Hudební dílo
Jako skladatel psal hudbu spíše lehčího žánru: skladby k příjemnému poslechu, taneční skladby a operety. Pro své skladby často používal pseudonym Zdenko Bayer.
- Gentleman (opereta, 1923)
- Vojáček (1926)
- Melancholie (1928)
- Baletní intermezzo (1929)
- Furiant (1931)
- Slovanské capriccio (1932)
- Na slováckém venkově (orchestrální suita, 1934)
- Modrý květ (balet, 1937)
- Osvobozující vydechnutí, rondo pro klavír (1939)
- Písničky o lásce pro baryton a klavír na slova české a moravské lidové poezie
- Chvíle úzkosti, sonáta pro klavír (1939)
- Passacaglia a fuga (1940)
- Čtyři pohádkové nálady podle K. J. Erbena pro dechový kvintet (1941)
- V bouři (cyklus mužských sborů, 1943)
- Etudy pro smyčcový komorní orchestr (1972)
- Čtyři drobnosti pro hoboj a klavír (1976)
- Čtyři pohádkové nálady pro flétnu, hoboj, klarinet, lesní roh a fagot
- Dvě drobnosti pro hoboj a klavír (1976)
- Smyčcový kvartet a-moll (1978–79)
- Písničky o lásce II. pro soprán a klavír (1980)
- Impromtu pro housle a klavír (1982)
- Variace na čarodějné zaklínadlo (nonet)

## Hudebně-teoretické dílo
- Učebnice dálkového školení pro vedoucí pěveckých souborů LUT, Praha, 1954
- Nauka o harmonii. Methodika. Úlohy (2 svazky). Praha, 1956
- Základy hudební nauky, intonace, rytmu, taktovací techniky a pěvecké výchovy pro vedoucí pěveckých souborů, Praha, 1959
- Brána hudby, Praha, 1982
- Nauka o kontrapunktu, Praha, Supraphon, 1985